# 池上純哉
池上純哉（いけがみ じゅんや、1970年 - ）は、日本の脚本家。山梨県生まれ。C&Iエンタテインメント所属。

## 経歴
高橋伴明、市川準、犬童一心、西谷弘らの監督作品で助監督・監督補を務め、『愛の新世界』、『メゾン・ド・ヒミコ』、『容疑者Xの献身』など、多くの作品に参加。
フジテレビ『任侠ヘルパー』の脚本協力より本格的に脚本家として活動を始め、ドラマ・映画の脚本を数多く手がける。
2019年『孤狼の血』で第42回日本アカデミー賞優秀脚本賞を受賞。
2022年『孤狼の血 LEVEL2』で第45回日本アカデミー賞優秀脚本賞を受賞。

## 主要作品

### 映画
- アンダルシア　女神の報復（2011年）
- 任侠ヘルパー（2012年）
- 恋する歯車（2013年）
- 日本で一番悪い奴ら（2016年）
- 孤狼の血（2018年）
- 孤狼の血　LEVEL2（2021年）
- 十一人の賊軍[5]（2024年）

### 配信ドラマ
- 極悪女王（2024年、Netflix）

### テレビ

#### 連続ドラマ
- 任侠ヘルパー（2009年、フジテレビ）　※脚本協力
- 月の恋人（2010年、フジテレビ）　※第1話を浅野妙子と共同脚本
- 外交官　黒田康作（2011年、フジテレビ）　※古家和尚と共同脚本
- 遺留捜査（2011年、テレビ朝日）　※第3話、第7話
- Answer〜警視庁検証捜査官（2012年、テレビ朝日） ※第1話、第5話、最終話
- ミス・パイロット（2013年、フジテレビ） ※第5-7話、最終話
- 遺留捜査3（2013年、テレビ朝日） ※第3話、第6話
- 極悪がんぼ（2014年、フジテレビ）　※第3-4話、第9話、最終話
- 相棒season13（2014年、テレビ朝日） ※第9話『サイドストーリー』
- ヒガンバナ〜警視庁捜査七課〜（2016年、日本テレビ） ※第2話、第6-7話、第9話、最終話
- 相棒season14（2016年、テレビ朝日）　※第18話『神隠しの山』、第19話『神隠しの山の始末』
- 相棒season15（2017年、テレビ朝日） ※第12話『臭い飯』
- 刑事ゆがみ（2017年、フジテレビ） ※第5話、第9話、最終話
- 相棒season16（2018年、テレビ朝日） ※第18話『ロスト〜真相喪失』
- SUITS/スーツ（2018年、フジテレビ） ※第8話、第9話は小峯裕之が担当
- 相棒season20（2021年、テレビ朝日） ※第5話『光射す』

#### 単発ドラマ
- 撃つ薔薇（2002年、WOWOW） ※助監督兼
- 任侠ヘルパースペシャル（2011年、フジテレビ） ※古家和尚と共同脚本
- ゴーストライターの殺人取材（2012年、テレビ朝日）
- ガリレオXX　内海薫最後の事件　愚弄ぶ（2013年、フジテレビ）
- 金田一耕助VS明智小五郎（2013年、フジテレビ）
- 金田一耕助VS明智小五郎ふたたび（2014年、フジテレビ）
- 遺留捜査スペシャル3（2014年、テレビ朝日）
- 出入禁止の女〜事件記者クロガネ〜最終回2時間スペシャル（2015年、テレビ朝日）
- ゴーストライターの殺人取材2（2015年、テレビ朝日）
- 警部補・碓氷弘一〜殺しのエチュード〜（2017年、テレビ朝日）